# 南部のささやかな商売
『南部のささやかな商売』（なんぶのささやかなしょうばい、Una piccola impresa meridionale）は2013年のイタリアのコメディ映画。
監督・原案・主演はロッコ・パパレオ、出演はリッカルド・スカマルチョとバルボラ・ボブローヴァなど。
イタリア南部の田舎町を舞台に、それぞれに事情を抱え、ばらばらだった人々が、廃灯台で一風変わった共同生活を送る中で1つにまとまっていくさまを描いている。
日本では、2014年4月から5月にかけて開催された「イタリア映画祭2014」で上映されたほか、2022年7月から8月にかけてオンラインで開催された「イタリア映画祭2022」第2部で配信された。

## ストーリー
真面目一筋の神父コスタンティーノはある女性と愛し合ってしまったことから還俗する。しかし、相手の女性は「神父」を愛していただけだったため、還俗した彼をあっさりと捨て、コスタンティーノは50歳にして全てを失う。それから3ヶ月後、母ステッラに呼ばれ、コスタンティーノはイタリア南部の故郷の田舎町に帰ってくる。実はコスタンティーノの妹ローザマリアが夫アルトゥーロを捨てて謎の愛人とともに行方をくらましてしまったのである。神父である自慢の息子に慰められることを期待していた母だったが、コスタンティーノが還俗したと知ると、ショックを受けるとともにコスタンティーノに激しい怒りをぶつける。そして、コスタンティーノが還俗した事実を町の人々に知られないようにするために、町外れに所有する廃灯台にコスタンティーノを住まわせることにする。
一方、ステッラが雇っている通いの掃除婦であるヴァルボーナを、売春婦の姉マニョーリアが仕事を引退して突然訪ねてくる。しかし、マニョーリアを泊められる場所がないことから、ヴァルボーナはコスタンティーノが暮らす廃灯台にマニョーリアを連れて行き、マニョーリアは灯台の脇の小屋で寝泊まりすることになる。
さらに、妻を寝取られた男として町中の人々から笑い者にされているアルトゥーロも、コスタンティーノを頼って廃灯台で暮らすようになる。実は、アルトゥーロと妻ローザマリアは幼なじみで家族ぐるみの付き合いがあり、自然な流れで婚約・結婚したものの、ローザマリアに恋愛感情はなく、周囲の期待を裏切らないために結婚生活を続けていただけであり、ローザマリアに愛人がいることもアルトゥーロは承知していたにもかかわらず、彼女が出奔してしまったことにアルトゥーロはショックを受けていたのである。アルトゥーロはローザマリアの愛人については頑なに口をつぐんでいたが、後にローザマリアはレズビアンであり、愛人は掃除婦のヴァルボーナで、2人は灯台近くの海辺の掘っ建て小屋に隠れ住んでいたことが明らかになる。
3人の奇妙な共同生活が始まる中、灯台でもあった母家だけでなく、マニョーリアが寝泊まりしている小屋も、雨漏りが酷い状態であることがわかる。しばらくして、マニョーリアがネットで見つけた渡りのリフォーム業者であるラッファエーレが幼い娘のメーラと従業員の「ジェニファー」ことジェンナーロを連れて現れる。こうして計6人の奇妙な共同生活が始まり、6人は徐々に親しくなっていく。
そんなある日、アルトゥーロの父で、かねてより病床に臥していたエマヌエーレが亡くなる。エマヌエーレの希望で葬儀はコスタンティーノが執り行うことになるが、葬儀の当日になってコスタンティーノは自分が既に神父でないことを町の人々の前で公にする。これを恥じた母ステッラは町ではもう暮らせないとしてコスタンティーノが暮らす廃灯台に強引に引っ越してくる。そして、娘ローザマリアがレズビアンで、愛人がヴァルボーナであること、さらにヴァルボーナの姉マニョーリアが元売春婦だと知ると、敬虔なクリスチャンであるステッラは、掘っ建て小屋で暮らすヴァルボーナとローザマリアはもちろん、既に廃灯台で暮らしている6人とも距離を置くこととなる。
雨漏りの修理工事が進む中、ラッファエーレがメーラを学校に通わせずに各地を転々としていることから、離婚した元妻に親権を奪われそうになる事態が起きる。メーラが父ラッファエーレと暮らし続けたがっていることを知った一同は、元教師のステッラを中心に一致団結する。メーラが学力テストに合格してラッファエーレと暮らし続けられるように、皆で分担してメーラに勉強を教えるとラッファエーレに提案する。ラッファエーレは感謝するとともに、その礼として1つの提案をする。それは、職を失ったローザマリアとヴァルボーナのカップルのために、この廃灯台をホテルに改装するというもので、そのための材料費として10万ユーロを用意し、作業を皆で手伝ってくれれば、何とかなるという。するとそこで、その10万ユーロをマニョーリアが出資すると申し出る。こうして改装工事が始まり、並行してメーラのための「授業」も行われ、ばらばらだった人々は共通の目的に向かって邁進する。そして、メーラは無事にテストに合格、ホテルへの改装も完了する。
町の人々を集めてホテルの開業パーティが行われる。パーティは和やかなムードで進行していたが、コスタンティーノが執り行う形でローザマリアとヴァルボーナの人前結婚式が行われると、町の人々は不快感を示して次々と帰ってしまう。それでも、残されたコスタンティーノたちはアルトゥーロらが奏でる音楽とともにパーティを楽しむ。そして、船酔いを嫌がるステッラ以外は、マニョーリアの裕福な婚約者が所有するヨットで海からホテルを眺め、その様子をホテルの前からステッラが見守る。

## キャスト
- コスタンティーノ: ロッコ・パパレオ - 50歳の元神父。
- アルトゥーロ: リッカルド・スカマルチョ - コスタンティーノの妹の夫。音楽家。
- マニョーリア: バルボラ・ボブローヴァ - 引退した元売春婦。
- ヴァルボーナ: セーラ・フェルバーバウム（イタリア語版） - 通いの掃除婦。マニョーリアの妹。
- ローザマリア: クラウディア・ポテンツァ（イタリア語版） - コスタンティーノの妹。アルトゥーロの妻。
- マンマ・ステッラ: ジュリアーナ・ロヨディーチェ（イタリア語版） - コスタンティーノとローザマリアの母。元教師。
- ラッファエーレ・ベッリーニ: ジョヴァンニ・エスポジート（イタリア語版） - 渡りの工務店の社長。雨漏りを修理。
- マッダレーナ: スージー・デル・ジューディチェ（イタリア語版） - アルトゥーロの姉。音楽家。
- エマヌエーレ: ジョルジョ・コランジェリ（イタリア語版） - アルトゥーロとマッダレーナの父。音楽家。
- ジェニファー（ジェンナーロ）: ジャンピエロ・スキアーノ - ラッファエーレの会社の従業員。元綱渡り師。スタントマン志望。
- メーラ: メーラ・エスポジート[注 1] - ラッファエーレの娘。

## 製作
映画の舞台はイタリア半島南部のバジリカータ州とプッリャ州だが、実際の撮影場所はイタリア半島の西にあるサルデーニャ島で、舞台となる灯台があるのはサン・マルコ岬、町のシーンはカブラスである。
イタリアでの劇場公開に合わせて配信されたエリカ・モウによる主題歌「Dove cadono i fulmini」のミュージック・ビデオは、ロッコ・パパレオの演出でリッカルド・スカマルチョが出演している。

## 作品の評価
| 賞                                   | 部門             | 対象者                                                 | 結果       |
| ------------------------------------ | ---------------- | ------------------------------------------------------ | ---------- |
| 第59回ダヴィッド・ディ・ドナテッロ賞 | オリジナル歌曲賞 | 「Dove cadono i fulmini」 作詞・作曲・歌：エリカ・モウ | ノミネート |
| 第69回ナストロ・ダルジェント賞       | 助演女優賞       | ジュリアーナ・ロヨディーチェ クラウディア・ポテンツァ  | ノミネート |